# Гідрус

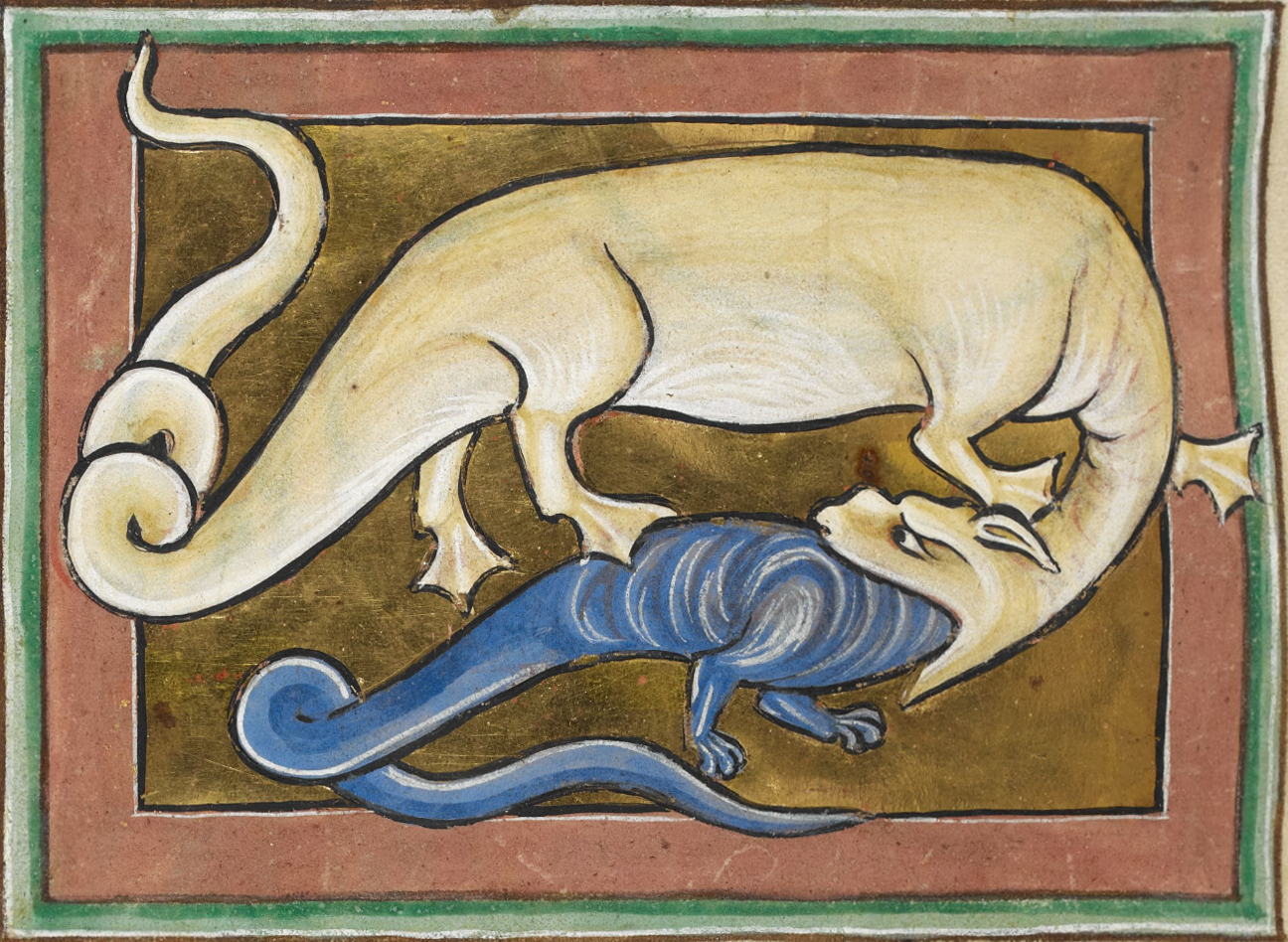
Гідр на ілюстрації в бестіарії

Гі́друс, гідр — в середньовічних бестіаріях — змія, яка заповзає сплячим крокодилам в пащу і розриває їм нутрощі.

## Назви
1. Enhydros — варіант написання назви гідра (наприклад, у Ісидора Севільського).
2. Hydrus — латинське написання назви гідра.
3. Ένυδροσ — грецька назва гідра; цим же словом називали і видру.
4. Υλλοσ — одне з грецьких назв іхневмонів, а також гідра.
5. Енудр — латинський варіант назви гідра, поширений у слов'янських народів.

## Образ

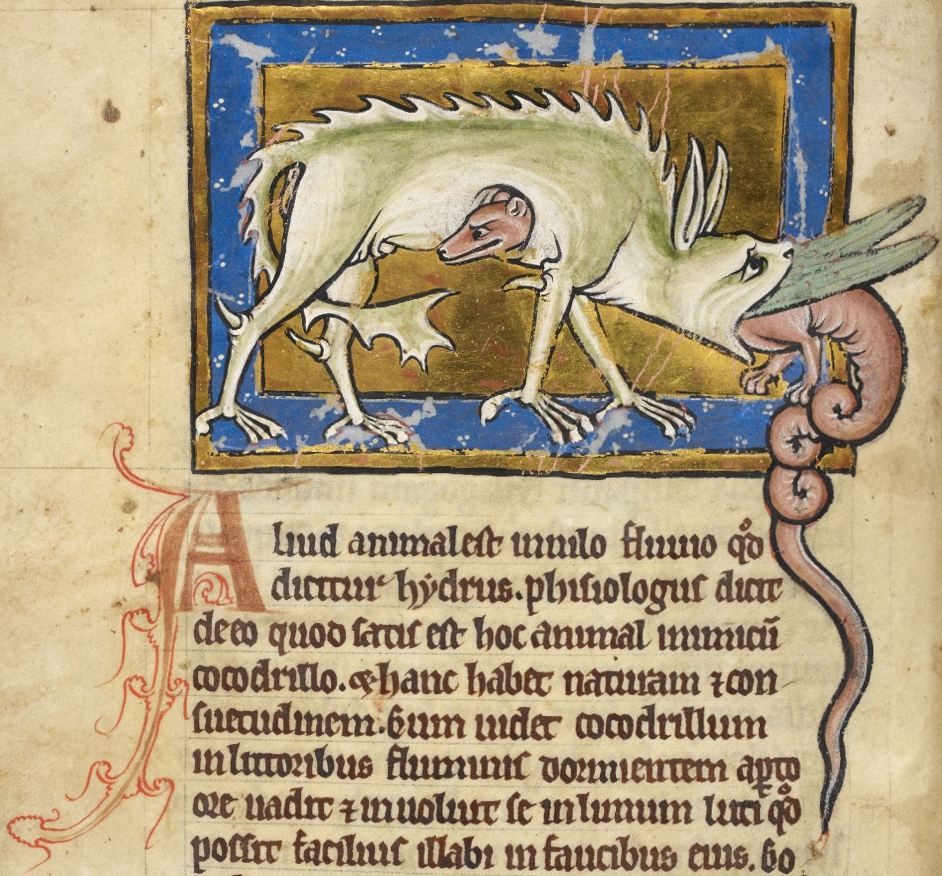
Гідр виглядає з боку крокодила

### Гідр і гідра
За переказами з Абердинського бестіарію, ця істота живе в річці Нілі і називається гідром, позаяк живе в воді (гідро — з грец. «вода»). Тому її ще називають «водяною змією». Тих, кого вона вкусить, роздуває від хвороби, званої «боа» (boa), оскільки вона лікується гноєм бика (bovis). Споріднена істота — гідра, описувалася як дракон з безліччю голів, який жив на острові або на болоті в грецькій провінції Аркадія. Згадувалося також, що гідра зветься excedra, оскільки на місці однієї відрубаної голови у неї три відростає (excrescebant). За раціоналістичним поясненням, гідра — це було місце, звідки виривалась вода, яка знищила сусіднє місто, де закрили одне джерело, але води прорвалося безліччю нових. За міфом, Геракл здолав гідру і осушив це місце.
Вважалося, що гідр — заклятий ворог крокодила. Коли він бачить крокодила сплячим на березі, то входить в нього через відкритий рот, спершу катаючись в грязі, щоб легше було проникнути через глотку. Крокодил негайно його заковтує живим. Однак той, роздерши всі нутрощі крокодилу, виходить з нього неушкодженим. Алегорично це оповідало про те, що смерть і пекло перемагає Ісус Христос. Прийнявши людську плоть він спустився в пекло і, розірвавши його нутрощі, вивів звідти тих, кого несправедливо тримали там.
Бестіарій ґрунтувалися на «Фізіолозі» — творі, створеному в II—III століттях н. е., швидше за все, в єгипетській Олександрії. «Фізіолог», написаний грецькою, кілька разів перекладався на латинську мову. Один з таких перекладів, званий «Версія B», стала основою на якій був побудований латинський бестіарій. Пізніше «Фізіолог» збагатився філологічними поясненнями про назви тварин і відомостями про їх властивості та звичках з «Етимології» Ісидора Севільського (VII століття) — найпершої і найвідомішої енциклопедії Середньовіччя. Надалі в різні тексти бестіаріїв потрапляла інформація з різних джерел і на сьогоднішній день можна знайти трохи рукописів з цим твором, які б містили повністю ідентичний текст.
Таким чином, Абердинський бестіарій — компілятивний текст, складений з творів різного часу, написаних з різними цілями і авторами з неоднаковою підготовкою. Як це часто траплялося з бестіаріями, в них потрапляла інформація, що пройшла через безліч авторів, переписувачів і трансформувалася до невпізнанності. Гідр теж спочатку був зовсім не змією, вбивав крокодила, і брудом обмазувався зовсім не для того, щоб легше пролізти від ворога, оскільки був більшим за свого ворога.

### Іхневмон
Схожа міфічна істота — іхневмон, що живе в Єгипті. Коли побачить змію, яка називається аспидом, він начебто нападає на неї не раніше, ніж скличе інших помічників. Проти ударів і укусів вони обмазують себе брудом.. Єгипетська міфологія нерідко потрапляла в грецькі твори саме в такому приземленому вигляді. В даному випадку, символічна боротьба богів світла і темряви (Ра — Апеп. Варто згадати, що і Атум мав іпостасі і змій і іхневмонів) описується у античних авторів як боротьба реальних звірів в силу їх природних антипатій. Звичайно, і самі єгипетські міфи враховували природні протиставлення тварин, оскільки іхневмон дійсно харчується в тому числі і отруйними зміями, так що греки знову спустили на землю те, що використовували в сакральних міфах єгиптяни. Складно сказати звідки взявся мотив обмазуванні в грязі, але примітно, що в переказах іхневмони використовують її не як лубрикант для проникнення в змію, а як броню від її укусов. Клавдій Еліан не тільки повторює історію Аристотеля, але наводить ще більш докладні відомості: 
«Якщо ж він не може знайти бруду, він обмиває себе водою і ще мокрим заривається в пісок — дія, яка забезпечує йому захист у складних обставинах, — а потім кидається в битву. Але кінчик його носа, який чутливий і незахищених перед укусом гадюки, він закриває, зігнувши хвіст, не даючи наблизитися до нього. Якщо ж аспид зможе наблизитися до нього, то змія вбиває свого противника. В іншому випадку він марно вгризається своїми іклами в землю, а іхневмон, зробивши різкий стрибок, хапає його за шию і душить. І так перемога дістається тому, хто перший добереться до супротивника».
Цікаво, що у Аристотеля безпосередньо після пасажу про боротьбу двох цих істот є замітка про крокодила, але в ній плазунові нічого не загрожує: «Коли крокодили лежать з відкритою пащею, сивки, влітаючи в неї, чистять їм зуби і самі отримують їжу; крокодил відчуває, що йому приносять користь, і не завдає сивкам шкоди, але коли захоче, щоб вона пішла, рухає шию, щоб не прикусить». Для подальших грецьких і римських авторів іхневмон став смертельним ворогом не тільки змії, а й крокодила, що вже не має ніякої реальної відповідності в природі, позаяк у крокодила в природі немає активних ворогів. Як вважається, джерела цього протистояння були ті ж, що і у пари іхневмон / аспид і з'явилися в Буто і пов'язані з поклонінням богині Уто. В повідомленні Страбона можна помітити, що подібна боротьба могла розглядатися і як протистояння двох єгипетських номів: після Арсіноітського і Гераклеотського номів йде Гераклеополя, де на противагу арсінойцям шанують іхневмонів; у арсінойців поширене шанування крокодила, а тому канал у них і озеро Мерида повні крокодилів (вони шанують крокодилів священними і щадять їх), навпаки, гераклеопольці шанують іхневмонів — лютих ворогів крокодилів, так само як і змій, бо ті знищують яйця змій і самих тварин, захищаючись брудом як панциром; обваляти в грязі, вони висихають на сонці і потім хапають змій або за голову, або за хвіст, захоплюють в річку і там знищують; крокодилів же іхневмони підстерігають, коли ті, розкривши пащі, гріються на сонці; вони вповзають в розкриті пащі крокодилів, перегризають їх нутрощі і черево і знову виповзають з трупів.. В більшості античних джерел невідомі протистояння гідр і крокодила, і навіть невідомий сам гідр, але його прямий предок з'являється у грецьких, а після і римських авторів. Це enhydris (грец. ἔνυδρις — «живе у воді», «водний»), слово, зазвичай перекладається як «видра» і саме так його переводять, наприклад, у Геродота і Аристотеля. Але в той же час той же Геродот розповідає про єгипетських видр, що зазвичай коментується як помилка. Навіть сам факт того, що видри водилися в Нілі за часів Стародавнього Єгипту є дискусійним, а нечисленні єгипетські зображення, схожі на цих тварин, зазвичай трактуються на користь саме іхневмонів. Ця невизначеність призвела до деякої плутанини між видрою і іхневмоном. Для пізньоримського історика Амміана Марцелліна це практично одне і те ж: маленька пташка трохим, розшукуючи собі корм, літає біля лежачого крокодила, лащиться до нього і, дратуючи приємним щекотанням його щоки, доходить до самої глотки. Коли це бачить енідр з роду іхневмонів, він слідом за пташкою проникає в відкриту пащу і, роздерши йому живіт і нутрощі, пробирається назовні. Пліній Старший не раз згадує іхневмонів і надає обидва варіанти легенди про його ворожнечі і з аспідом і з крокодилом. Варто відразу сказати, що Солін справно повторює відомості Плінія і нічого нового не повідомляє.

### Енудр
Пліній два рази у своєму творі говорить про подібного енудра — це змія, обидва рази в контексті використання його іклів від зубного болю. Греки називають енудром змію, яка живе в воді.. Другого разу Пліній згадує, що самець енудра білого кольору і розповідає як з верхніх і нижніх зубів енудра роблять амулети. Після цього ми зустрічаємо першу згадка енудра і крокодила разом. Згідно Плінію, жиром енудра намазують мисливців на крокодилів. Грецький «Фізіолог» остаточно розділяє іхневмонів і енудрів. Тепер це різні істоти і перший — противник аспида, то другий — крокодила. В грецькому «Фізіолозі» глави енудра і іхневмонів знаходяться поруч — це глави 25 і 26. Передують вони главі про гієну. Можливо, через те, що, як і гієна, іхневмон вважався гермафродитом. Найдавніший латинський переклад «Фізіолога», так звана версія Y, був найбільш близька до грецького тексту і оригінальнонр порядку глав. Він зберігає і енудра і іхневмонів, хоча енудр тут названий нілуусом. Це грецьке слово і в Малій Азії теж позначало іхневмонів:
 «Є тварина, яке живе в річці і зветься нілуус, і на вигляд подібна до собаки. Вона ворог крокодила. Якщо нілуус бачить крокодила сплячим і відкриту його пащу, то він йде і покриває себе всього брудом і коли бруд повністю висохне, кидається в пащу крокодила і всі нутрощі і м'ясо його разриває. Так і пекло слід розуміти, яке краде всяку живу душу і умертвляє. Однак, наш небесний рятівник, прийнявши земне тіло, спустився в пекло і викрав і вивів тих, в злагоді зі священною обіцянкою, хто були перш мертві, і відібрав у смерті її силу і жало». Але ця версія «Фізіолога» відома всього лише за трьома рукописів і не вона стала основою для середньовічних бестіаріїв. Практично всі вони будуються на так званій версії B, в якій глава про іхневмонів була випущена взагалі, а енудр був названий словом гідр (в рукописах hydrus, ydrus, idrus) і не залишилося зауваження, що це тварина, схожа на собаку. Цей варіант перекладу «Фізіолога» постійно поповнювався з інших джерел, головним і першим з яких стала перша енциклопедія Середньовіччя — «Етимологія» Ісидора Севільского. Інтересно, що сама «Етимологія» показують знайомство Ісидора з «Фізіологом» в тій версії, яка ближча до грецького оригіналу, тобто версії Y. У 12 розділі, присвяченому тваринам, Ісидор наводить відомості про енудра і іхневмонів поруч, причому в тому ж порядку, що і в «Фізіолозі». Про енудра він пише наступне: 
Enhydros bestiola ex eo nuncupata, quod in aquis versetur, et maxime in Nilo. Quae si invenerit dormientem corcodilum, volutat se in luto primum, et intrat per os eius in ventrem, et carpens omnia intranea eius, sic moritur.Isidori Hispalensis Episcopi Etymologiarum Sive Originum (Енудр — це звір, названий так, тому що він живе у воді, зазвичай в Нілі. Коли він виявляє сплячого крокодила, то спершу покриває себе брудом, а потім проникає до крокодила в шлунок через рот і, розірвавши того всі нутрощі, так його вбиває). Але це не вся інформація про енудра, яку наводить Ісидор. У розділі про змій одним за іншим Ісидор описує, судячи з усього, трьох різних плазунів з близькими іменами (enhydris, hydros, hydra):
 21. Enhydris colubra in aqua vivens; Graeci enim aquam υδωρ vocant. 22. Hydros aquatilis serpens, a quo icti obturgescunt; cuius quidam morbum boam dicunt, eo quod fimo bovis remedietur. 23. Hydra draco multorum capitum, qualis fuit in Lerna palude provinciae Arcadiae. Haec Latine excetra dicitur, quod uno caeso tria capita excrescebant. Sed hoc fabulosum est; nam constat Hydram locum fuisse evomentem aquas, vastantes vicinam civitatem, in quo, uno meatu clauso, multi erumpebant: quod Hercules videns loca ipsa exussit, et sic aquaeclausit meatus. 24. Nam Hydra ab aqua dicta est.Isidori Hispalensis Episcopi Etymologiarum Sive Originum (21. Енудр — це змія, що живе у воді. Бо греки називають воду υδρω 22. Гідросила — це водна змія, і тих кого вона вкусить, роздуває. Ця хвороба називається Боа (boa), тому що вона лікується бичачим (bovis) гноєм. 23. Гідра — це дракон з безліччю голів, який жив на болоті в провінції Аркадія. На латині він зветься excetra, так як на місці однієї відрубаної голови у нього три відростає (excrescebant), але це байки. Проте всі згодні в тому, що гідра — це було місце, звідки виривалась вода, яка знищила сусіднє місто, де закрили одне джерело води і прорвалося безліч. Бачачи це, Геркулес осушив це місце і закрив джерело води. Гідра названа від слова «вода»). Рабан Мавр, завдання якого зводилася в значно мірою до алегоричного коментарю «Етимологія» не знайшов яке тлумачення можна запропонувати гідру. Але «Фізіолог» вже дав тлумачення гідру. Він уособлював Ісуса, який зійшов у пекло, щоб забрати звідти старозавітних праведників. Уособленням пекла, відповідно, виступав крокодил. Бестіарій, поряд з історією про тварин, які виступали ілюстрацією епізоду сакральної християнської історії, ввібрали більш інформаційні, ніж повчальні повідомлення Ісидора. Як можна бачити з такого самого тексту Абердинського бестіарію, текст якого був приведений першим, все Ісидорове повідомлення було поміщені в глави про гідра, причому туди потрапило і опис Лернейской гідри. Саме такий, який складався з кількох творів, текст ми зустрічаємо в основній масі середньовічних бестіаріїв. На відміну від «Фізіолога», бестіарій все більш впорядковує по Ісидоровому принципу розміщення тварин, і гідр згодом був переміщений в розділ про змій. Варіацій тексту, як правило, було небагато.
Цікавий розвиток образу гідра і, до певної міри, логічний можна зустріти в «Бестіарій любові» Рішара Фурніваля, який розсудив, що гідр і Лернейська гідра — це одне і теж, тому багатоголовий гідр умертвляє крокодила більш ефективно, маючи додаткові набори зубів. Вивалювання в грязі тепер має стратегічне, хоча і не зовсім зрозуміле, призначення, і тепер не гідр забирається в крокодила, а прикидається мертвим, копіюючи звички лисиці в бестіаріях, щоб сам крокодил з'їв гідра, тому що, мовляв, жере, що завгодно: це — змія, що має безліч голів, і її природа така, що якщо їй відрізати одну якусь голову, то на цьому місці виростає дві нові. Змія ця має вроджену ненависть до крокодила. І коли помітить крокодила, кається настільки сильно, що бажання з'їдати інших людей він вже начисто позбувся, гідра, розрахувавши в розумі, що обдурити його виявиться неважко, — бо він уже їсть все, не розбираючи, — так вивалюється в грязі, що стає ніби мертвою; крокодил же, на гідру наткнувшись, поїдає і заковтує її цілком. Тоді гідра, опинившись в животі у крокодила, роздирає на частини всі його нутрощі, а потім вибирається назовні, надзвичайно радіючи побіді. І тому я кажу, що побоююся, як би за помстою через каяття немає й помсти іншого роду. Бо гідра, у якої безліч голів, означає людину, у якої стільки подруг, скільки у неї знайомих; як же великі серця у людей такої породи, які можуть ділити їх на таку силу-силенну частин! — Бо жодна [зі знайомих] не володіє ними цілком.

## Зображення

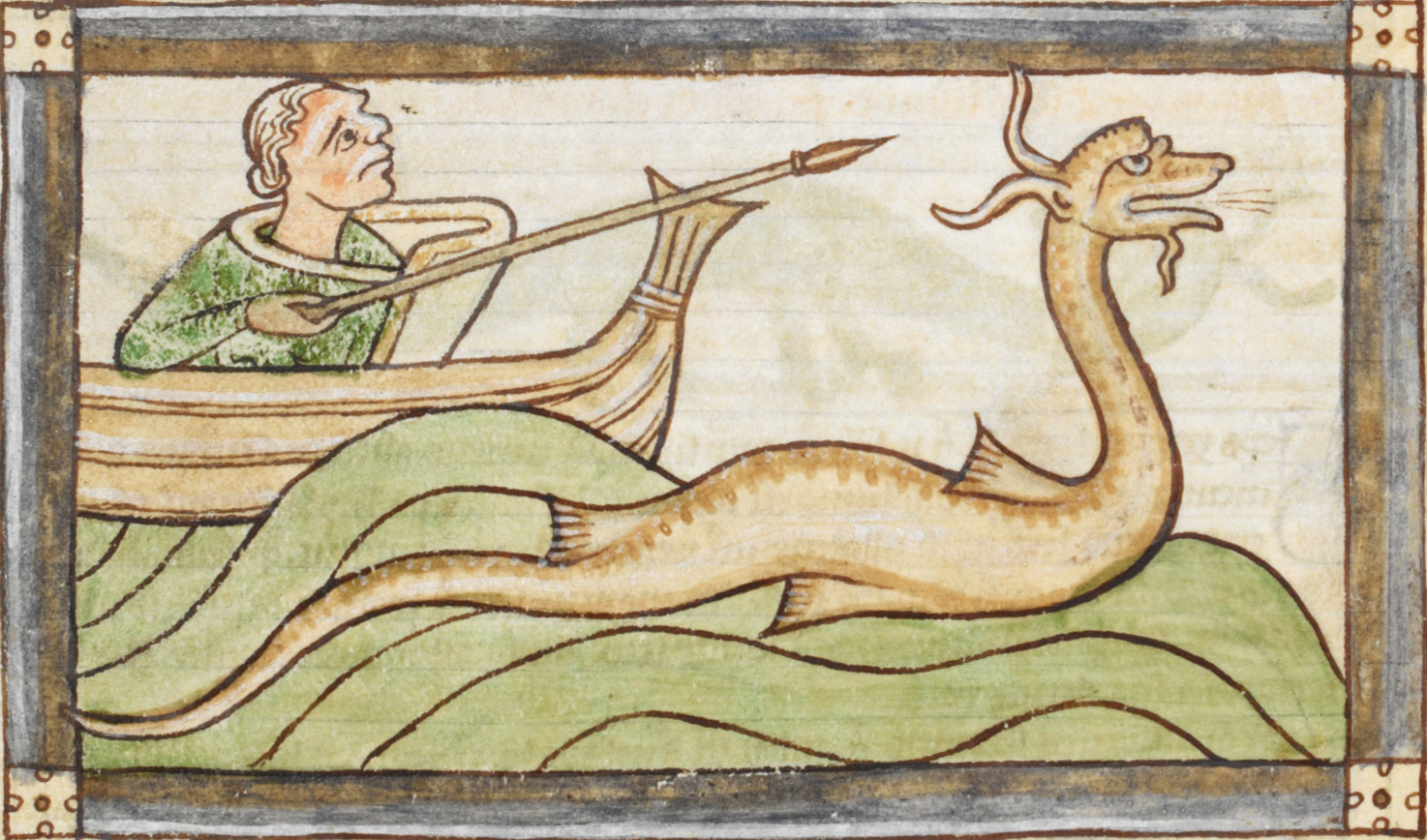
Мініатюра з рукопису Британської бібліотеки

Зображення гідра в бестіаріях, як правило, дуже схожі. На них гідр зображений при заповзанні в пащу крокодила і на тій же ілюстрації — з головою, яка стирчить з боку ворога. Це звичайне для Середніх віків суміщення різночасових подій в одному рисунку. Однім з незвичайних прикладів є ілюстрації з рукописи Британської бібліотеки (MS Harley 3244), де гідр зображується двічі. Перший раз — в розділі про крокодила, де ми бачимо боротьбу крокодила і людину, остання очевидно програла, позаяк крокодил встиг проковтнути людину практично наполовину. Людина тримає в руках спис, який пронизує крокодила, а ще далі з лівої задньої лапи крокодила виповзає гідр для якого мініатюрист навіть приписав пояснювальний текст: «змія заходить і з мертвого виходить». Сумніватися в тому, що це саме гідр не доводиться. У самій главі про гідра міститься більш незвична картина: гідр пливе по поверхні води, а за ним знаходиться людина в човні і з списом. Мініатюру складно ідентифікувати однозначно. Мініатюра показує гідра водяною змією, чого не роблять інші мініатюри. На ній людина і гідр пливуть в пошуках крокодила, вважав Джордж Дрюс в статті про символічне тлумачення крокодила в Середньовіччі.
В староісландському перекладі «Фізіолога», що датується кінцем XII століття, гідр описаний як птах і відповідним чином намальований — при цьому він як і раніше стирчить з переможеного крокодила. В слов'янської традиції гідр під іменами енідріе, інудр і схожими зустрічається тільки в «Фізіолозі», а текст їх, загалом, залишається в межах, заданих грецьким «Фізіологом». В ілюстраціях слов'янських перекладів цього твору гідр зображений як «тварина жовто-коричневого кольору, на задніх ногах — копита <… як якась істота, передня частина якого схожа на хижака, а задня представляє собою кручений хвіст». Глава про гідра в вірменській версії «Фізіолога» містить наступні особливості: Вірменський Фізіолог починає главу цитатою («Не повинно бути видри, ні їй подібних»): оскільки цього тексту не знають ні списки першої групи, ні списки другої, то, очевидно, розглянута риса представляється довільним зауваженням вірменського перекладача. Потім, зовнішній вигляд видри описаний дуже дивним чином: опускаючи, як і латинські тексти, ту особливість її зовнішнього вигляду, по котрому вона нагадує пса, вірменський «Фізіолог» уподібнює її крокодилу («і ця тварина живе в Нілі і схожа на крокодила») .